# Yaso (Bierge)
Yaso ist ein Ort der spanischen Gemeinde Bierge in der Provinz Huesca der Autonomen Gemeinschaft Aragonien. Yaso befindet sich etwa 37 Kilometer nordöstlich von Huesca und 14 Kilometer nordwestlich des Hauptortes der Gemeinde. Yaso ist über die Straße A-1227 zu erreichen.

## Sehenswürdigkeiten
- Romanische Kirche San Andrés, erbaut im 13. Jahrhundert und im 18. Jahrhundert verändert